# Constantin Brâncoveanu
Constantin Brâncoveanu (Brâncoveni, 1654 circa – Costantinopoli, 15 agosto 1714) fu principe di Valacchia dal 1688 al 1714.

## Biografia
Nacque intorno al 1654 a Brâncoveni da Matei Brâncoveanu (detto Papa), boiardo della dinastia Basarabide assassinato dai seimeni nel 1655, e Stanca Brâncoveanu, sorella del principe di Valacchia Șerban Cantacuzino. Rimasto orfano del padre fu cresciuto dalla madre e dallo zio materno Constantin Cantacuzino, boiardo, studioso e rappresentante di spicco della cultura umanista in Valacchia, che gli offrì un'educazione scelta per il suo tempo, insegnandogli tra l'altro il greco, il latino e lo slavo ecclesiastico.
Dopo la morte dello zio Șerban Cantacuzino nell'autunno 1688 è asceso al trono di Valacchia, venendo coadiuvato inizialmente dagli zii materni Constantin e Mihai Cantacuzino. Stretto nella morsa dei conflitti austro-turchi e russo-turco (1710-1711), strinse un'alleanza in chiave anti-ottomana con la Monarchia asburgica, che tradì in occasione della rivolta del principe di Transilvania Francesco II Rákóczi, e intrattenne rapporti amichevoli con lo zar russo Pietro I.
Nel marzo 1714 il sultano Ahmed III lo fece deporre ed imprigionare presso la fortezza di Yedikule a Costantinopoli e fu giustiziato per decapitazione insieme ai quattro figli maschi e al tesoriere Enache Văcărescu nel giorno della celebrazione della Dormizione di Maria; secondo le fonti dell'epoca il 15 agosto corrispondeva al giorno di nascita di Constantin Brâncoveanu, che sarebbe stato giustiziato il giorno del suo 60º compleanno. Al principe e ai quattro figli, secondo quanto tramandato dalla tradizione, sarebbe stata offerta la possibilità di ottenere clemenza attraverso la conversione all'islam. Dopo l'esecuzione le teste di Brâncoveanu e dei figli sarebbero state fatte sfilare per la città su dei pali e i corpi furono poi gettati nel Bosforo.

## Culto
Secondo la Chiesa ortodossa rumena, la ragione dell'esecuzione di Constantin e dei suoi figli fu determinata dal loro rifiuto di rinunciare alla fede cristiana per convertirsi all'Islam. Il sovrano e i suoi figli sono venerati come santi e ricordati il 16 agosto.
Dopo la sua morte, Constantin Brâncoveanu è diventato l'eroe di una serie di ballate folk rumene, oltre ad essere raffigurato su alcune monete ufficiali della Romania.